# Golden Kids
Golden Kids foi um trio de pop checoslovaco, ativo entre 1968 e 1970, composto por Marta Kubišová, Václav Neckář e Helena Vondráčková. Apesar da fundação do grupo remontar a novembro de 1968, já desde 1965 se apresentavam, como nesse ano no palco do Teatro Rokoko de Praga, e no início de 1968, quando obtiveram uma autorização especial para se apresentarem em Paris e Berlim Ocidental.
A banda terminou em 1970, após Marta Kubišová ter sido proibida pelas autoridades checoslovacas de se apresentar em público no país, após ser acusada falsamente de constar em fotos pornográficas, suspeitando-se que essa falsificação tenha sido feita pelo apoio dada pela cantora às reformas conhecidas como Primavera de Praga.
A banda regressou ocasionalmente na década de 1990, tendo planeado mais um regresso em 2008, mas que não se concretizou.

## Membros

### Principais
- Marta Kubišová – vocais (1968–1970)
- Václav Neckář – vocais (1968–1970)
- Helena Vondráčková – vocais (1968–1970)

### Membros da banda de apoio
- Ota Petrina – guitarra[5][6]
- Miloš Svoboda – segunda guitarra, vocais[5][6]
- Zdeněk Rytíř – baixo[5][6]
- Petr Formánek – piano[5][6]
- Petr Hejduk – bateria[5][6]

## Discografia

### Álbuns
- 1969: Micro-Magic-Circus (Supraphon)
- 1970: Golden Kids (Supraphon)

### Compilações
- 1993: Golden Kids – Marta Kubišová, Václav Neckář, Helena Vondráčková
- 1994: Golden Kids – Comeback
- 2008: Golden Kids – 24 Golden Hits